# Roccellodea
Roccellodea is een monotypisch geslacht van schimmels in de familie Roccellaceae. Het bevat alleen Roccellodea nigerrima.